# Les Baxter
Leslie Thompson Baxter, född den 14 mars 1922 i Mexia, Texas, död den 15 januari 1996 i Newport Beach, var en amerikansk pianist, dirigent och kompositör. Han hade en grundlig musikutbildning och började som konsertpianist, men gick snart över till populärmusiken, där han bland annat arrangerat musik för Nat King Cole, Margaret Whiting och Frank DeVol.

## Biografi
Baxter började sin utbildning med pianostudier vid konservatoriet i Detroit och flyttade sedan till Los Angeles för vidare studier vid Pepperdine College. Vid 23 års ålder övergav han karriären som pianist och började som sångare inom populärmusiken med bland annat Mel Torme och Artie Shaw.
År 1950 började han som arrangör och dirigent för Capitol Records. Han gjorde också ett antal framgångsrika inspelningar med sin egen orkester.
Baxter begränsade inte sin verksamhet till inspelningar, utan lämnade tvärtom inga möjligheter oprövade. På 1960-talet bildade han Balladeers, en konservativ folkmusikgrupp, och han arbetade med radio som musikalisk ledare för The Halls of Ivy med Bob Hopes och Abbot och Costellos shower.
Liksom hans kollegor Henry Mancini och Lalo Schifrin arbetade Baxter för filmindustrin på 1960- och 70-talen. På 1980-talet gjorde han musik till nöjesparker som SeaWorld och under 1990-talet uppmärksammades han tillsammans med Martin Denny och Arthur Lyman som föregångare i det som blivit känt som Exotica-rörelsen.
Baxter har också fått sin stjärnbild på Hollywood Walk of Fame vid 6314 Hollywood Boullevard.